# Swaknoïta
La swaknoïta és un mineral de la classe dels fosfats. El nom deriva de l'acrònim SWAKNO, per a la Suid West Afrika Karst Navorsing Organisatsie, de Namíbia, una associació espeleològica els membres de la qual van constatar la presència d'una gran varietat de minerals a la cova d'Arnhem, la localitat tipus d'aquesta espècie.

## Característiques
La swaknoïta és un fosfat de fórmula química (NH₄)₂Ca(PO₃OH)₂·H₂O. Va ser aprovada com a espècie vàlida per l'Associació Mineralògica Internacional l'any 1991. Cristal·litza en el sistema ortoròmbic. La seva duresa a l'escala de Mohs es troba entre 1,5 i 2.
Segons la classificació de Nickel-Strunz, la swaknoïta pertany a «02.CJ: Fosfats sense anions addicionals, amb H₂O, només amb cations de mida gran» juntament amb els següents minerals: estercorita, mundrabil·laïta, nabafita, nastrofita, haidingerita, vladimirita, ferrarisita, machatschkiïta, faunouxita, rauenthalita, brockita, grayita, rabdofana-(Ce), rabdofana-(La), rabdofana-(Nd), tristramita, smirnovskita, ardealita, brushita, churchita-(Y), farmacolita, churchita-(Nd), mcnearita, dorfmanita, sincosita, bariosincosita, catalanoïta, guerinita i ningyoïta.
Les mostres que van servir per a determinar l'espècie, el que es coneix com a material tipus, es troben conservades al Museu Nacional de Namíbia, a Windhoek, i al museu de Transvaal, a Pretòria (Sud-àfrica).

## Formació i jaciments
Va ser descoberta a la cova d'Arnhem, situada a Windhoek Rural, a la regió de Khomas (Namíbia), on es troba en forma de recobriments blancs formats per cristalls en forma d'agulla, de fins a 1 mm de llarg i fins a 10 μm d'ample, agrupats habitualment com a rosetes, associada a altres minerals com: mundrabil·laïta, dolomita, dittmarita i arcanita. Aquest indret és l'únic a tot el planeta on ha estat descrita aquesta espècie mineral.